# Ottone Enrico del Palatinato-Sulzbach
Otto Enrico del Palatinato-Sulzbach (Amberg, 22 luglio 1556 – Sulzbach, 29 agosto 1604) era figlio di Volfango del Palatinato-Zweibrücken, conte del Palatinato-Zweibrücken, e di Anna d'Assia.

## Biografia
Alla morte del padre i figli maschi si divisero i domini paterni e a Otto spettò il Palatinato-Sulzbach, che governò dal 1569 al 1604.
Sposò nel 1582 a Stoccarda Dorotea Maria di Württemberg (1559-1639).

## Discendenza
Ottone Enrico e Dorotea Maria ebbero tredici figli: 
- Luigi (6 gennaio 1584-Sulzbach, 12 marzo 1584);
- Anna Elisabetta (Sulzbach, 3 gennaio 1585-Sulzbach, 18 aprile 1585);
- Giorgio Federico (Sulzbach, 15 marzo 1587-Sulzbach, 15 aprile 1587);
- Dorotea Sofia (Sulzbach, 10 marzo 1588-Hilpoltstein, 24 settembre 1607);
- Sabina (Sulzbach, 25 febbraio 1589-Kassel, 1661), che sposò Giovanni Giorgio II di Wartenberg;
- Otto Giorgio (Sulzbach, 9 aprile 1590-Sulzbach, 29 maggio 1590);
- Susanna (Sulzbach, 6 giugno 1591-Nürtingen, 21 febbraio 1661), che sposò Giorgio Giovanni II di Veldenz;
- Maria Elisabetta (Sulzbach, 7 aprile 1593-Sulzbach, 23 febbraio 1594);
- Anna Sibilla (Sulzach, 10 maggio 1594-Sulzbach, 10 dicembre 1594);
- Maddalena Sabina (Sulzbach, 6 settembre 1595-Sulzbach, 18 febbraio 1596);
- Anna Sofia (Sulzbach, 6 settembre 1595-Sulzbach, 21 aprile 1596);
- Dorotea Ursula (Sulzbach, 2 settembre 1597-Sulzbach, 3 marzo 1598);
- Federico Cristiano (Sulzbach, 19 gennaio 1600-Sulzbach, 25 marzo 1600).

## Ascendenza
|                                       |                      |                                    | Genitori                          |  |  | Nonni |  |  | Bisnonni                              |  |  | Trisnonni                          |  |
|                                       |                      |                                    |                                   |  |  |       |  |  | Alessandro del Palatinato-Zweibrücken |  |  | Luigi I del Palatinato-Zweibrücken |  |
|                                       |                      |                                    |                                   |  |  |       |  |  | Alessandro del Palatinato-Zweibrücken |  |  | Luigi I del Palatinato-Zweibrücken |  |
|                                       |                      | Giovanna di Croÿ                   |                                   |  |  |       |  |  | Alessandro del Palatinato-Zweibrücken |  |  |                                    |  |
| Luigi II del Palatinato-Zweibrücken   |                      |                                    |                                   |  |  |       |  |  | Alessandro del Palatinato-Zweibrücken |  |  |                                    |  |
|                                       |                      | Margherita di Hohenlohe-Neuenstein | Kraft VI di Hohenlohe-Neuenstein  |  |  |       |  |  |                                       |  |  |                                    |  |
|                                       |                      | Margherita di Hohenlohe-Neuenstein | Kraft VI di Hohenlohe-Neuenstein  |  |  |       |  |  |                                       |  |  |                                    |  |
|                                       |                      | Margherita di Hohenlohe-Neuenstein | …                                 |  |  |       |  |  |                                       |  |  |                                    |  |
| Volfango del Palatinato-Zweibrücken   |                      | Margherita di Hohenlohe-Neuenstein |                                   |  |  |       |  |  |                                       |  |  |                                    |  |
|                                       |                      | Guglielmo I d'Assia                | Ludovico II der Freimütige        |  |  |       |  |  |                                       |  |  |                                    |  |
|                                       |                      | Guglielmo I d'Assia                | Ludovico II der Freimütige        |  |  |       |  |  |                                       |  |  |                                    |  |
|                                       |                      | Guglielmo I d'Assia                | Matilde di Württemberg-Urach      |  |  |       |  |  |                                       |  |  |                                    |  |
| Elisabetta d'Assia                    |                      | Guglielmo I d'Assia                |                                   |  |  |       |  |  |                                       |  |  |                                    |  |
|                                       |                      | Anna di Braunschweig-Wolfenbüttel  | …                                 |  |  |       |  |  |                                       |  |  |                                    |  |
|                                       |                      | Anna di Braunschweig-Wolfenbüttel  | …                                 |  |  |       |  |  |                                       |  |  |                                    |  |
|                                       |                      | Anna di Braunschweig-Wolfenbüttel  | …                                 |  |  |       |  |  |                                       |  |  |                                    |  |
| Ottone Enrico del Palatinato-Sulzbach |                      | Anna di Braunschweig-Wolfenbüttel  |                                   |  |  |       |  |  |                                       |  |  |                                    |  |
|                                       | Guglielmo II d'Assia | Ludovico II der Freimütige         |                                   |  |  |       |  |  |                                       |  |  |                                    |  |
|                                       | Guglielmo II d'Assia | Ludovico II der Freimütige         |                                   |  |  |       |  |  |                                       |  |  |                                    |  |
|                                       | Guglielmo II d'Assia | Matilde di Württemberg-Urach       |                                   |  |  |       |  |  |                                       |  |  |                                    |  |
| Filippo I d'Assia                     | Guglielmo II d'Assia |                                    |                                   |  |  |       |  |  |                                       |  |  |                                    |  |
|                                       |                      | Anna di Meclemburgo-Schwerin       | Magnus II di Meclemburgo-Schwerin |  |  |       |  |  |                                       |  |  |                                    |  |
|                                       |                      | Anna di Meclemburgo-Schwerin       | Magnus II di Meclemburgo-Schwerin |  |  |       |  |  |                                       |  |  |                                    |  |
|                                       |                      | Anna di Meclemburgo-Schwerin       | Sofia di Pomerania-Wolgast        |  |  |       |  |  |                                       |  |  |                                    |  |
| Anna d'Assia                          |                      | Anna di Meclemburgo-Schwerin       |                                   |  |  |       |  |  |                                       |  |  |                                    |  |
|                                       |                      | Ernesto di Sassonia                | Federico II di Sassonia           |  |  |       |  |  |                                       |  |  |                                    |  |
|                                       |                      | Ernesto di Sassonia                | Federico II di Sassonia           |  |  |       |  |  |                                       |  |  |                                    |  |
|                                       |                      | Ernesto di Sassonia                | Margherita d'Austria              |  |  |       |  |  |                                       |  |  |                                    |  |
| Cristina di Sassonia                  |                      | Ernesto di Sassonia                |                                   |  |  |       |  |  |                                       |  |  |                                    |  |
|                                       |                      | Elisabetta di Baviera              | Alberto II di Baviera             |  |  |       |  |  |                                       |  |  |                                    |  |
|                                       |                      | Elisabetta di Baviera              | Alberto II di Baviera             |  |  |       |  |  |                                       |  |  |                                    |  |
|                                       |                      | Elisabetta di Baviera              | Anna di Braunschweig-Grubenhagen  |  |  |       |  |  |                                       |  |  |                                    |  |
|                                       |                      | Elisabetta di Baviera              |                                   |  |  |       |  |  |                                       |  |  |                                    |  |